# NGC 3533
NGC 3533 (ook wel NGC 3557A) is een spiraalvormig sterrenstelsel in het sterrenbeeld Centaur. Het hemelobject werd op 22 april 1835 ontdekt door de Britse astronoom John Herschel.

## Synoniemen
- NGC 3557A
- IRAS11047-3654
- ESO 377-11
- MCG -6-25-2
- AM 1104-365
- PGC 33647